# Invincible (album Skillet)
Invincible – trzeci album grupy Skillet wydany w 2000 roku przez wytwórnie ForeFront Records oraz Ardent Records. Podczas tworzenia albumu z zespołu odszedł gitarzysta Ken Steorts, którego zastąpił Kevin Haaland oraz dołączyła do zespołu Korey Cooper (żona Johna Coopera).

## Lista utworów
1. „Best Kept Secret” – 3:55
2. „You Take My Rights Away” – 4:32
3. „Invincible” – 3:51
4. „Rest” – 3:48
5. „Come On To The Future” – 3:54
6. „You’re Powerful” – 3:26
7. „I Trust You” – 3:38
8. „Each Other” – 3:26
9. „The Fire Breathes” – 3:41
10. „Say It Loud” – 3:32
11. „The One” – 4:12
12. „You’re In My Brain” – 10:40

- W utworze „You’re In My Brain” znajduje się hidden track – „Angels Fall Down”.

## Twórcy
- John L. Cooper – wokal, gitara
- Korey Cooper – instrumenty klawiszowe
- Kevin Harland – gitara
- Trey McClurkin – perkusja